# セイシル
セイシルは、株式会社TENGAヘルスケアが運営している、思春期世代向けの性教育問題情報提供ウェブサイトである。2019年12月18日に開業した。
コンセプトは「知ろう、話そう、性のモヤモヤ」。

## 概要
第二次性徴を迎える中高生に向けて、幅広い性知識や生き方の情報を提供する。性問題の悩みを募集し、医師や性問題の専門家が回答する。男女の体の仕組みや避妊、性感染症、マスターベーション、多様な性、性暴力など、多岐にわたる性問題を対象とする。「モヤモヤ相談室」には自由に質問や悩みを投稿できる。
TENGAヘルスケアには性の悩みや質問が数多く届き、親会社のTENGAが行った実態調査と、SNSで性被害に遭う中高生が全体の9割に及ぶことを踏まえ、中高生が気軽に「性の知識を得られる」環境を作るために、セイシルが企画された。TENGAには2005年の創業以来、「正しい性知識の普及・啓蒙」というビジョンがあり、助産師や医師から「生徒にマスターベーションを教えるのが難しい」との声を受けて、セイシルを開設することとなった。また腟内射精障害を持つ若者が増えており、その原因が思春期世代に誤ったマスターベーションを繰り返していた為だったことも分かり、そうなる前に「適切な方法」を紹介する必要性もあった。
NPO法人ピルコン理事長の染矢明日香がアドバイザーに付き、サイトの制作は株式会社チャリツモが担当、運営はTENGAヘルスケアが行う。
10代から寄せられる様々な性の悩みや相談を10種類のカテゴリーに分類し、それぞれに産婦人科医、泌尿器科医、臨床心理士、LGBT啓発団体の代表、大学生などの計50名が回答する。
読者に「他人事」ではなく「自分事」と思ってもらうため、寄せられた質問には、泌尿器科医や産婦人科医などの「専門家」が、包み隠さずに赤裸々に答えている。一方で、質問に対しては、複数の回答を提示するようにしていて、「自分に一番合うよう」選択肢を選ばせるようにしている。
同社セイシル担当で、助産師の資格を持つ古川直子は、「性の問題は親や友人に悩みを伝えにくく、ネットが情報源となっている。だからこそ、ネット上で「正しい性知識」を伝えたい」と話す。

## 反応
助産師で性教育YouTuberの大貫詩織は、「こういうプラットフォームが必要だった」と言った。また質問に対して「答えを決めつけず、断定しない」ことが徹底されていることを評価している。
セイシルは2020年4月以降、ページビューが増え始め、同年の大型連休を酒井に、3月の18倍にまでアクセスが急増した。
これに対して、TENGAヘルスケア取締役の佐藤雅信は「世界標準では、キチンと性教育を受けると、性行動に慎重になるという報告が出ている。性教育は生活に必要なライフスキルである」と言う。また同社セイシル担当の古川も、「中高生の間ではアダルトビデオが「性の教科書」となってしまっている影響があるが、医学的にエビデンスのある情報を提供することで、リスクを下げて身を守ることになる」と言う。また古川は、「セイシル利用者の7割は中高生だが、他にも子育て世代が自分の再教育目的でも利用している」。セイシルを見て思うところがあり、診察を受けたところ、婦人科疾患が発覚したケースもあったという。全体的には、「性行為に対して罪悪感を持っている質問が多い」のが印象部会と言う。
またLGBTQに関するカテゴリーも設けたところ、開設から1か月で約300件の問い合わせがあった。

## 書誌情報
- セイシル製作チーム『セイシル　知ろう、話そう、性のモヤモヤ　10代のための性教育バイブル』KADOKAWAエンターブレイン、2022年5月20日。ISBN 978-4-0473-6382-3。